# Język punicki
Język punicki — wymarły język semicki z grupy kananejskiej, wywodzący się z języka fenickiego (początkowo jego dialekt). Zwany także kartagińskim, używany był w Kartaginie — najważniejszej z fenickich kolonii — znany z napisów, spośród których najstarsze pochodzą z IV wieku p.n.e. Różni się on bardzo nieznacznie od właściwego języka fenickiego. Jako język neopunicki był w szerokim użyciu w Afryce Północnej przynajmniej do IV wieku po Chrystusie. Jeszcze około roku 401 święty Augustyn donosił, że język ten jest używany w tym regionie. Wyparty całkowicie prawdopodobnie dopiero w VII wieku przez język arabski.
Współcześni Maltańczycy twierdzą, że z mówionego języka punickiego wywodzi się współczesny język maltański; jest to jednak pogląd nieakceptowany przez niemaltańskich językoznawców, którzy jednoznacznie twierdzą, iż język maltański wywodzi się z dialektu arabskiego i nie ma bezpośredniego związku z językiem fenickim, choć rzeczywiście był on używany na wyspie w pewnym momencie jej historii.
Najlepiej znany urywek tekstu w języku punickim znajduje się w komedii Plauta Poenulus (Kartagińczyk, wiersz 930 i następne).